# Az Egy videójátékos majdnem mindenre jó kézikönyve epizódjainak listája
Az Egy videójátékos majdnem mindenre jó kézikönyve (eredeti cím: Gamer’s Guide to Pretty Much Everything) amerikai televíziós filmsorozat, amelyet Devin Bunje és Nick Stanton készített a Disney XD számára. A producerek Devin Bunje, Nick Stanton és Jim O’Doherty. Főszerepben Cameron Boyce, Murray Wyatt Rundus, Felix Avitia és Sophie Reynolds. A sorozat 2015. július 22-én indult Amerikában. Magyarországon 2017. január 7-én mutatták be.
2015. október 14-én bejelentették, hogy az első évad gyártása befejeződött. 2015. november 20-án bejelentették a sorozat második évadát.

## Évados áttekintés
| Évad | Évad | Epizódok | Eredeti sugárzás | Eredeti sugárzás  | Magyar sugárzás   | Magyar sugárzás  |
| Évad | Évad | Epizódok | Évadpremier      | Évadfinálé        | Évadpremier       | Évadfinálé       |
| ---- | ---- | -------- | ---------------- | ----------------- | ----------------- | ---------------- |
|      | 1    | 21       | 2015. július 22. | 2016. március 23. | 2017. január 7.   | 2017. október 7. |
|      | 2    | 16       | 2016. július 18. | 2017. január 2.   | 2017. október 23. | 2018. január 18. |

## Epizódok

### 1. évad
| #   | #   | Eredeti cím                             | Magyar cím                                      | Rendezte          | Írta                       | Eredeti premier      | Magyar premier    |
| --- | --- | --------------------------------------- | ----------------------------------------------- | ----------------- | -------------------------- | -------------------- | ----------------- |
| 1.  | 1.  | Gamer’s Guide to Pretty Much Everything | Egy videojátékos majdnem mindenre jó kézikönyve | Jon Rosenbaum     | Devin Bunje & Nick Stanton | 2015. július 22.     | 2017. január 7.   |
| 2.  | 2.  | The Gaming Club                         | A játék-klub                                    | Jon Rosenbaum     | Jim O’Doherty              | 2015. július 29.     | 2017. január 8.   |
| 3.  | 3.  | The Puddin’ Party                       | Elvonókúra                                      | Sean Lambert      | Frank O. Wolff             | 2015. augusztus 5.   | 2017. január 14.  |
| 4.  | 4.  | The Chair                               | A szék                                          | Jon Rosenbaum     | Byron Kavanagh             | 2015. augusztus 12.  | 2017. január 15.  |
| 5.  | 5.  | The Spirit Egg                          | Kakas-hét                                       | Sean Lambert      | Devin Bunje & Nick Stanton | 2015. augusztus 19.  | 2017. január 21.  |
| 6.  | 6.  | The Rival’s Arrival                     | A rivális                                       | Sean Lambert      | Devin Bunje & Nick Stanton | 2015. szeptember 30. | 2017. január 22.  |
| 7.  | 7.  | The Sponsor                             | A szponzor                                      | Sean Lambert      | Joel McCrary               | 2015. október 7.     | 2017. január 28.  |
| 8.  | 8.  | The Driving Test                        | Autóvezető vizsga                               | Sean Lambert      | Byron Kavanagh             | 2015. október 14.    | 2017. január 29.  |
| 9.  | 9.  | The Psycho Zombie Bloodbath             | Pszicho-zombi vérfürdő                          | Jean Sagal        | Jason Jordan               | 2015. október 21.    | 2017. október 7.  |
| 10. | 10. | The Incident                            | Az incidens                                     | Jason Earles      | Lindsey Leckis             | 2015. október 28.    | 2017. február 4.  |
| 11. | 11. | The Prank of the Century                | Az évszázad tréfája                             | Jason Earles      | Jim O’Doherty              | 2015. november 4.    | 2017. február 5.  |
| 12. | 12. | The Odd Couple                          | A furcsa pár                                    | Sean Lambert      | Jim O’Doherty              | 2015. november 25.   | 2017. február 12. |
| 13. | 13. | The Longest Yard                        | A leghosszabb yard                              | Sean Lambert      | Lindsey Reckis             | 2015. december 2.    | 2017. február 18. |
| 14. | 14. | The Penpal                              | SMS-randevú                                     | Sean Lambert      | Devin Bunje & Nick Stanton | 2016. január 27.     | 2017. február 19. |
| 15. | 15. | The Asteroid Blasters                   | Az aszteroida                                   | Phill Lewis       | Jason Jordan               | 2016. február 10.    | 2017. február 25. |
| 16. | 16. | The Chillerz                            | A csodanadrág                                   | Bill Shea         | Jim O’Doherty              | 2016. február 17.    | 2017. február 26. |
| 17. | 17. | The Cabin                               | A ház                                           | Joel McCrary      | Byron Kavanagh             | 2016. február 24.    | 2017. március 5.  |
| 18. | 18. | The Super Kart                          | A szuper gokart                                 | Robbie Countryman | Joel McCrary               | 2016. március 2.     | 2017. március 12. |
| 19. | 19. | The Rock Band                           | A rock and roll hősei                           | Leo Howard        | Conor Hanney               | 2016. március 9.     | 2017. március 19. |
| 20. | 20. | The Goat                                | A kecske                                        | Robbie Countryman | Joel McCrary               | 2016. március 16.    | 2017. február 11. |
| 21. | 21. | The Escape Room                         | A börtönszoba                                   | Jim O’Doherty     | Jason Jordan               | 2016. március 23.    | 2017. március 26. |

### 2. évad
| #   | #   | Eredeti cím             | Magyar cím | Rendezte          | Írta                         | Eredeti premier      | Magyar premier    |
| --- | --- | ----------------------- | ---------- | ----------------- | ---------------------------- | -------------------- | ----------------- |
| 22. | 1.  | The Ringer              |            | Bill Shea         | Jim O’Doherty                | 2016. július 18.     | 2017. október 23. |
| 23. | 2.  | The Olym-pig Torch      |            | Robbie Countryman | Joel McCrary                 | 2016. július 25.     | 2017. október 24. |
| 24. | 3.  | The Luchador            |            | Sean Lambert      | Devin Bunje & Nick Stanton   | 2016. augusztus 1.   | 2017. október 25. |
| 25. | 4.  | The Rankening           |            | Sean Lambert      | Jim O'Doherty                | 2016. augusztus 8.   | 2017. október 26. |
| 26. | 5.  | The Protégé             |            | Jason Earles      | Jason Jordan                 | 2016. augusztus 15.  | 2017. október 30. |
| 27. | 6.  | The Stump War           |            | Sean Lambert      | Byron Kavanagh               | 2016. augusztus 27.  | 2017. október 31. |
| 28. | 7.  | The Prison Escape Movie |            | Jean Sagal        | Lindsey Reckis               | 2016. szeptember 3.  | 2017. november 1. |
| 29. | 8.  | The Long Weekend        |            | Jean Sagal        | Byron Kavanagh               | 2016. szeptember 17. | 2018. január 8.   |
| 30. | 9.  | The Ghost               |            | Sean Lambert      | Devin Bunje & Nick Stanton   | 2016. október 1.     | 2017. november 2. |
| 31. | 10. | The Has-Been’s Back     |            | Phill Lewis       | Marty Donovan                | 2016. október 8.     | 2018. január 9.   |
| 32. | 11. | The DJ’s                |            | Sean Lambert      | Devin Bunje & Nick Stanton   | 2016. október 15.    | 2018. január 10.  |
| 33. | 12. | The Detective           |            | Sean Lambert      | Jim O’Doherty                | 2016. november 5.    | 2018. január 11.  |
| 34. | 13. | The Arcade Hero         |            | Joel McCrary      | Jason Jordan                 | 2017. január 2.      | 2018. január 15.  |
| 35. | 14. | The Stings              |            | Walter Pridgen    | Lindsey Reckis               | 2017. január 2.      | 2018. január 16.  |
| 36. | 15. | The Rodeo               |            | Leo Howard        | Joel McCrary & Marty Donovan | 2017. január 2.      | 2018. január 17.  |
| 37. | 16. | The Big City            |            | Jim O'Doherty     | Meagan Fulps                 | 2017. január 2.      | 2018. január 18.  |